# 1920年普魯士憲法
1920年11月30日普魯士憲法（德語：Preußische Verfassung vom 30. November 1920）是普魯士自由邦的憲法，它於1920年11月30日生效。它於1947年與普魯士本身一起正式被瓦解。事實上在實踐中，它自1933年納粹黨上台和一體化後就失效了
它建立了兩院制的議會制，即普魯士州議會，下議院為眾議院，上議院為普魯士國務委員會，行政部門由總理領導。